# Cabeçudo
Cabeçudo é uma povoação portuguesa sede da Freguesia de Cabeçudo do Município da Sertã, freguesia com 10,39 km² de área e 907 habitantes (censo de 2021), tendo, por isso, uma densidade populacional de 87,3 hab./km².
Na área desta freguesia, deteve a Ordem de Malta importantes possessões, razão pela qual o brasão da freguesia ostenta a cruz dessa antiquíssima Ordem em chefe.

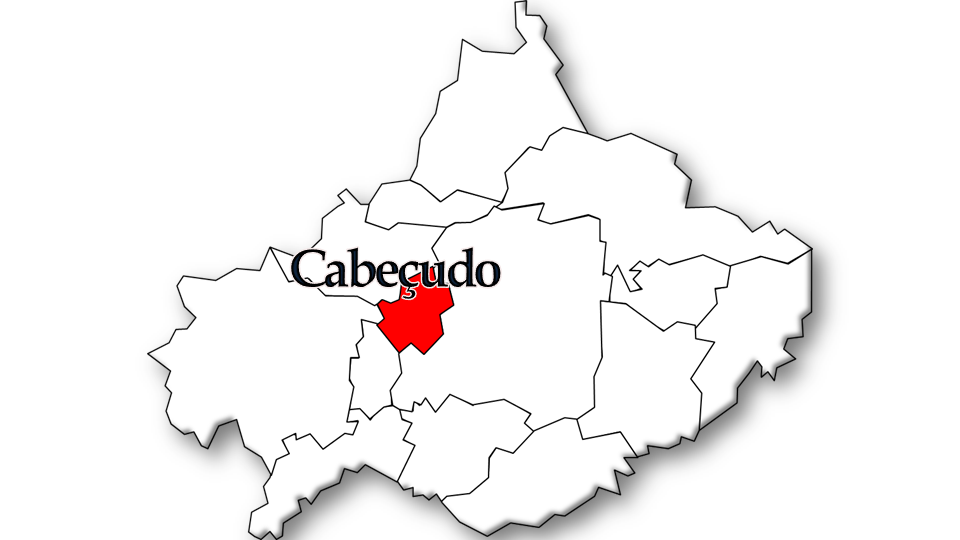
Localização da Freguesia de Cabeçudo no Município de Sertã

## Demografia
A população registada nos censos foi:
| Distribuição da População por Grupos Etários | Distribuição da População por Grupos Etários | Distribuição da População por Grupos Etários | Distribuição da População por Grupos Etários | Distribuição da População por Grupos Etários |
| -------------------------------------------- | -------------------------------------------- | -------------------------------------------- | -------------------------------------------- | -------------------------------------------- |
| Ano                                          | 0-14 Anos                                    | 15-24 Anos                                   | 25-64 Anos                                   | > 65 Anos                                    |
| 2001                                         | 173                                          | 127                                          | 481                                          | 218                                          |
| 2011                                         | 121                                          | 117                                          | 496                                          | 223                                          |
| 2021                                         | 91                                           | 83                                           | 480                                          | 253                                          |

## Património
- Fonte
- Igreja Matriz
- Campo de Jogos
- Capela de Santos Estêvão

## Festas
- Festa em honra da Nossa Senhora da Piedade, que se realiza no último fim-de-semana de Agosto, em Santo Estêvão.

## Localidades da freguesia
Além da sede, a Freguesia de Cabeçudo engloba as seguintes localidades:
- Arrifana
- Ameixoeira
- Faleiros
- Fonte da Mata
- Tapada
- Tojal de Cima
- Lameira
- Gravito
- Tojal
- Santo Estêvão
- Pescadeira
- Vale Barreiro
- Bailão
- Casal Cutêlo
- Vale das Aveias
- Pernagudo
- Val Vim
- Barcoila
- Bajonca
- Casal Corvo
- Val das Noites
- Granja
- Vale da Ovelha
- Cabeço da Fonte
- Vale das Uchas
- Fonte Santa
- Mata
- Casal d' Ordem
- Ponte da Cruz
- Ribeiro
- Casinhas
- Pinheiro

## Coletividades
- Associação Cultural Recreativa e Desportiva do Cabeçudo
- Associação Cultural e Social de Nossa Senhora da Piedade

## Equipamentos
Cabeçudo tem um Centro de Dia para idosos, uma Escola Básica e um Jardim de Infância, Os Girassóis. Existem três cafés e um restaurante, situado na Fonte da Mata.
Dispõe de uma unidade turística, a Quinta de Santa Teresinha, alojamento de turismo rural e realização de eventos, com court de ténis e piscina.